# 乌海西站
乌海西站原为乌达站，是位于中华人民共和国内蒙古自治区乌海市乌达区三道坎街道的一个铁路车站，邮政编码016000。车站建于1958年，有包兰铁路经过该站，现办理客货运业务，车站及其上下行区间均为电气化区段。车站距离包头站387公里，隶属中国铁路呼和浩特局集团，是二等站。该站1997年开通第一班始发进京列车，现在每天有始发开往呼和浩特，北京西，天津的旅客列车。

## 历史
本站于1958年10月建成时称三道坎站，当时只有4.5条股道，没有站舍及住房，车站办公室为废旧车厢。1961年因乌达矿区兴建而更名为乌达站，1963年开始增建股道，至1966年已有7条股道，1971年增至11股，1980年又增至15股。1985年5月更名为乌海西站。

## 旅客列车目的地
| 列车所属路局 | 车次                | 目的地   |
| ------------ | ------------------- | -------- |
| 跨局列车     |                     |          |
| 北京局集团   | K886                | 天津     |
| 西安局集团   | K1688               | 宝鸡     |
| 管内列车     |                     |          |
|              | T6308、K7906、K7910 | 呼和浩特 |
| K7902        | 包頭                |          |
| 6852         | 包頭東              |          |